# Austrochaperina macrorhyncha
Austrochaperina macrorhyncha är en groddjursart som först beskrevs av Van Kampen 1906.  Austrochaperina macrorhyncha ingår i släktet Austrochaperina och familjen Microhylidae. IUCN kategoriserar arten globalt som livskraftig. Inga underarter finns listade.

## Bildgalleri